# تپه مملو
تپه مملو مربوط به هزاره دوم قبل از میلاد است و در شهرستان نقده، روستای مملو واقع شده و این اثر در تاریخ ۱ آذر ۱۳۴۴ با شمارهٔ ثبت ۴۸۰ به‌عنوان یکی از آثار ملی ایران به ثبت رسیده است.